# Harry Meinardi
Harry Meinardi (Nice, 20 februari 1932 – Den Haag, 20 december 2013) was een Nederlandse bijzonder hoogleraar in de epileptologie.

## Biografie
Vader Meinardi was werkzaam in de suikerindustrie op Java in Nederlands-Indië en moeder werkte daar als arts. Senior vertrok in 1939 naar Birma en vluchtte voor de Japanners naar India. Moeder werd na de Japanse inval op Java door de Japanners geïnterneerd en stierf in gevangenschap. Met zijn broer repatrieerde de jonge Meinardi in 1946 als oorlogspleegkind naar Nederland.
Meinardi studeerde geneeskunde in Leiden en werd student-assistent van Andries Querido op het Laboratorium voor Endocrinologie. In die tijd kwam hij in aanraking met Meer en Bosch, een instelling voor de verpleging en behandeling van lijders aan vallende ziekte in Heemstede, nu Stichting Epilepsie Instellingen Nederland (SEIN) genoemd. Hierdoor raakte hij geïnteresseerd in het onderzoek naar en de behandeling en begeleiding van alle aspecten van epilepsie. Meinardi specialiseerde zich tot zenuwarts en promoveerde in 1960 bij de fysioloog J.W. Duyff op de werking van een anestheticum dat is afgeleid van progesteron. Hiermee werd een eerste stap gezet om meer inzicht te krijgen in de vorm van epilepsie die samenhangt met de menstruatiecyclus (de zogenaamde katameniale epilepsie).
In 1962 vertrok Meinardi, dankzij een beurs van de Rockefeller Foundation, naar Amerika om onderzoek te doen en zich verder te bekwamen in de biochemie. In het Rockefeller Instituut wist Meinardi substantie P te isoleren uit hersenen om de structuur daarvan te bestuderen. Het lukte hem ook om uit de hypothalamus van geiten een peptide van 27 aminozuren te isoleren, dat farmacologisch aan de criteria van substantie P voldoet. Minimale hoeveelheden ingebracht in de hersenen van een geit lieten bij het dier epileptiforme ontladingen zien.
Dit onderzoek werd in 1966 voortijdig beëindigd omdat dr. A.M. Lorentz de Haas, de directeur van Meer en Bosch Meinardi verzocht terug te keren naar Nederland. Hij zou halftijds patiëntenzorg gaan doen, onder meer op de polikliniek van Meer en Bosch in Den Haag en in de kliniek te Heemstede, en halftijds werken in het laboratorium van de instelling aldaar. Bovendien bood professor Duyff hem een werkkamer aan in het fysiologisch laboratorium te Leiden, waar hij, en later zijn medewerker R.Voskuyl, tot dit laboratorium gesloten werd gebruik van hebben gemaakt.
Meinardi deed onderzoek naar een mogelijke biochemische typering van epilepsiesyndromen, maar hier kwam men niet verder mee. Hij deed onderzoek naar het ontstaan van oedeem rond een epileptische haard en of er verband is met achteruitgang van de intelligentie. Van 1968 tot 1992 was Meinardi eerst wetenschappelijk en later algemeen directeur van wat nu SEIN is.
In 1985 werd hij daarnaast bijzonder hoogleraar in de epileptologie aan de Radboud Universiteit te Nijmegen. Daar richtte hij de Nijmeegse epilepsiewerkgroep (NEW) op, met als doel onder meer de bestudering van bijwerkingen van anti-epileptica. Men trok hier de conclusie dat de bloedspiegel van een medicament niet van tevoren het effect van het middel kan voorspellen. Meinardi bleef de polikliniek in Den Haag bedienen als dokter.
Zijn gerichtheid op alle aspecten van epilepsie bracht ook bestuurlijke functies met zich mee. In Nederland was hij bestuurslid en later voorzitter van de Federatie voor Epilepsiebestrijding, een samenwerkingsverband tussen de instellingen op dit terrein. Twaalf jaar lang zat hij in het bestuur van het International Bureau for Epilepsy (IBE), een organisatie voor patiënten en andere betrokkenen, en daarna gedurende 12 jaar in het bestuur van de International League Against Epilepsy (ILAE). In beide organisaties  was hij voorzitter. Samen met Otto Magnus heeft hij aan de wieg gestaan van CLEO (commissie landelijk epilepsie onderzoek) van de gezondheidsorganisatie TNO. Deze commissie is later overgegaan in de wetenschappelijke advies raad van het Nationaal Epilepsie Fonds.
Hij was betrokken bij het Nederlands Tijdschrift voor Epileptologie, de stichting Epilepsy Care Developing Countries en het steunen van verbetering van de epilepsiebestrijding in Afrika.
In 2000 hield hij zijn afscheidsrede als hoogleraar; hij bouwde langzaam af en stopte in 2002. Harry Meinardi overleed in 2013 op 81-jarige leeftijd.

## Onderscheidingen
Meinardi is officier in de Orde van Oranje-Nassau (1982) en winnaar van de Koninklijke Nederlandse Shell Prijs (1976). Het Nationaal Epilepsie Fonds reikt elke twee jaar een naar hem genoemde prijs uit voor het beste promotieonderzoek over epilepsie.

## Artikelen (selectie)
- H. Meinardi. Action of hydroxydione on peripheral nerve. Dissertatie.
- H. Meinardi, F.H.J. Knaven, C. Peper. Integrale epilepsiebehandeling.
- L.D. Jacobs, J. Kuyk, A.P. Aldenkamp, R. van Dyck, A.E.H. Sonnen en H. Meinardi. Het gebruik van hypnose in de differentiatie tussen epileptische en pseudo-epileptische aanvallen. Een pilotstudie. In: Directieve Therapie.
- H. Meinardi. Epileptologie, bijdrage tot bestrijding van het toeval  in de psychiatrie. Tijdschrift voor Psychiatrie.
- 2003. H. Meinardi, C.L.P. Deckers. Anti-epileptica, therapiekeuze sinds de komst van nieuwe middelen. In: Geneesmiddelenbulletin. Nr. 7. 01 juli 2003.